# San Fernando de Henares
San Fernando de Henares – miasto w Hiszpanii we wspólnocie autonomicznej Madryt, graniczy administracyjnie z Madrytem. Nazwa miasta wywodzi ku czci oddanej królowi Ferdynandowi VI. Dociera tu madryckie metro (linia ). Miasto znajduje się w strefie B-2 metra, na terenie miejscowości funkcjonują 3 stacje metra: San Fernado, Jarama i Henares. Znajduje się tu także stacja kolejowa kolei podmiejskiej Cercanías Madrid, zatrzymują się tu pociągi trzech linii: ,  oraz . Komunikację uzupełnia sieć linii autobusowych.
Panuję tu klimat kontynentalny śródziemnomorski.